# Torre Colpatria

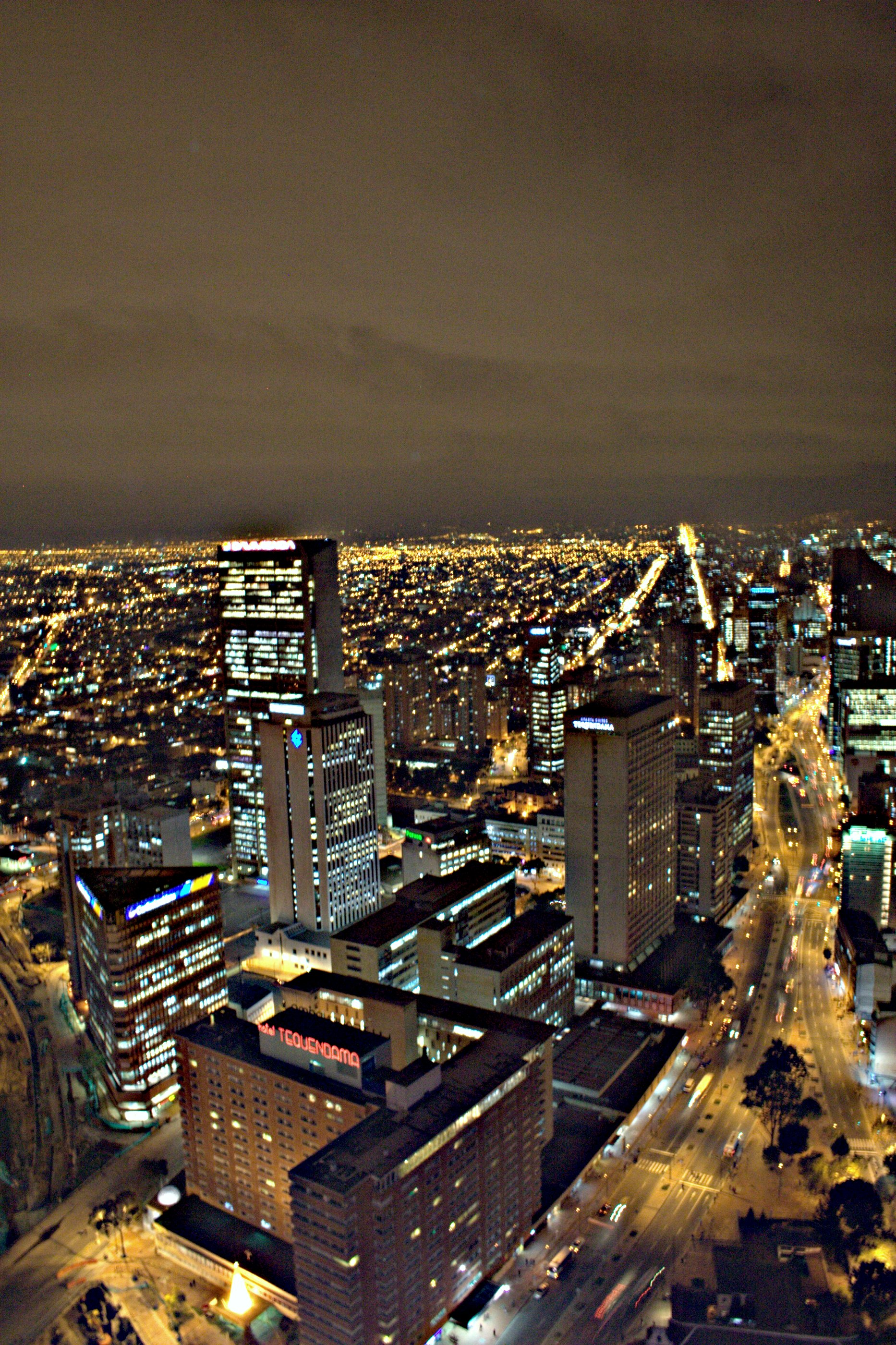
Downtown Bogotá da Torre Colpatria di notte

La Torre Colpatria è un grattacielo di 50 piani nel centro di Bogotá, in Colombia. È il terzo edificio più alto del paese e il quinto più alto del Sud America. 

## Caratteristiche
Costruito dal 1973 al 1978 e aperto nel 1979, ha un'altezza totale di 196 metri ed è stato il grattacielo più alto della Colombia mantenendo questo titolo fino al 2016, quando la torre sud del BD Bacatá è stata completata.
Dal 1998 la Colpatria Tower è stata illuminata ogni notte con trentasei luci allo xeno che cambiano periodicamente colore. Ma, nel 2012, la società di illuminazione olandese Philips ha sostituito le vecchie luci con un sistema LED alto 120 metri per migliorare l'illuminazione dell'edificio e proiettare immagini ad alta definizione. Per questo motivo e anche perché è stato il grattacielo più alto della Colombia per quasi 40 anni, l'edificio è un punto di riferimento nel paese e domina lo skyline di Bogotà insieme ad altre strutture come gli edifici BD Bacatá, World Trade Center, FONADE e Colseguros . 

## Curiosità
Dal 2005, l'8 dicembre di ogni anno, si svolge la gara per salire i novecentoottanta gradini della torre, dove i partecipanti, in gruppi di dieci concorrenti, si alternano ogni mezzo minuto. Il tempo record è di 5 minuti e 11 secondi. 

## Galleria d'immagini

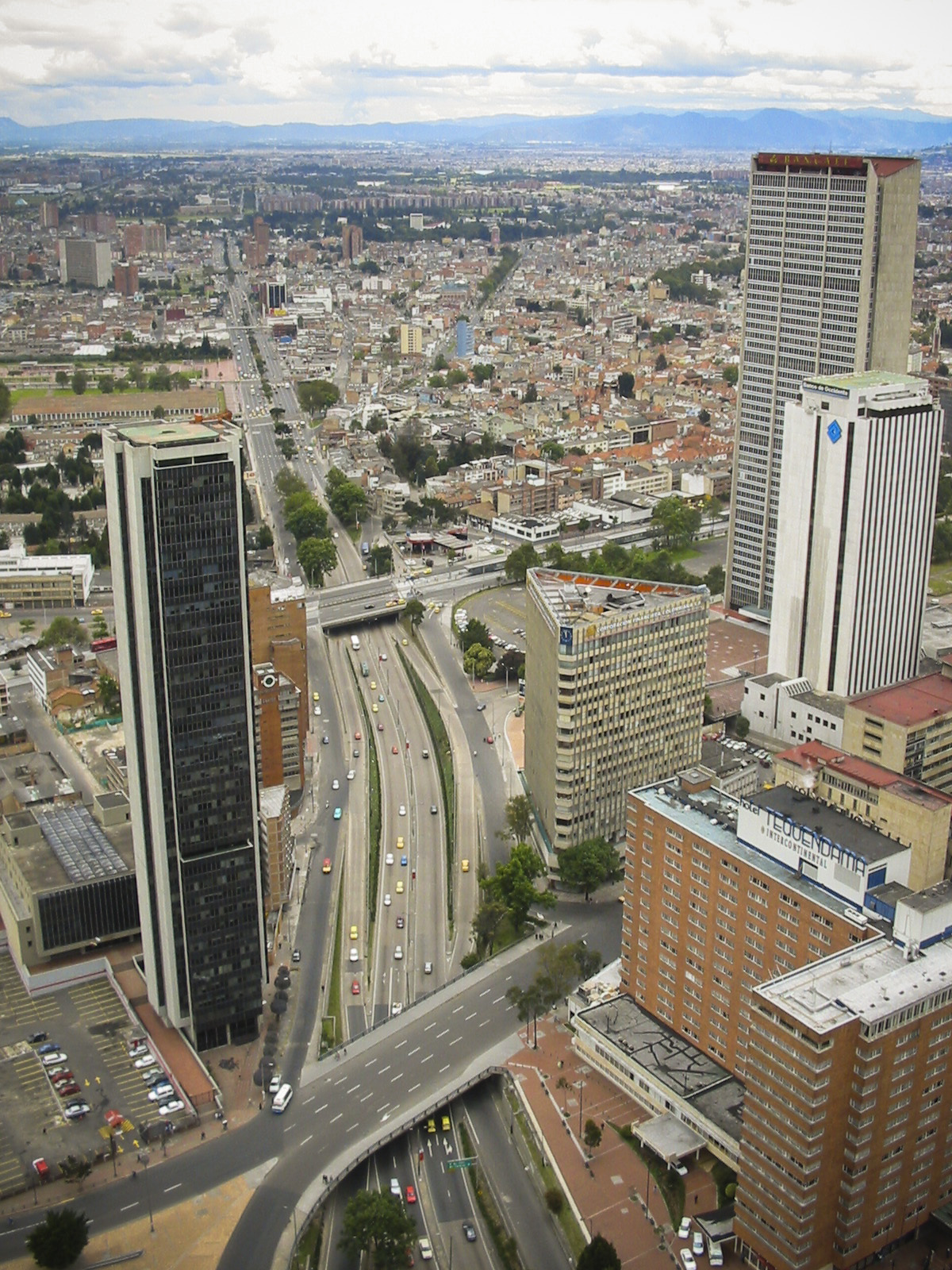
Vista del centro di Bogotá dalla Torre Colpatria
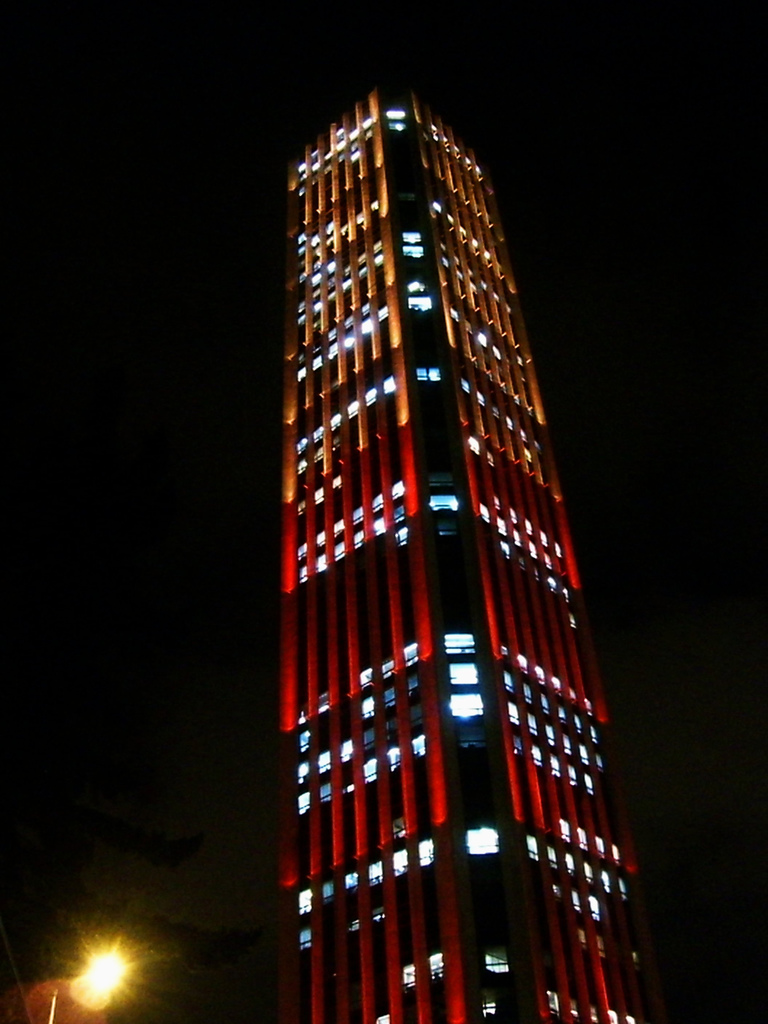
Torre Colpatria di notte
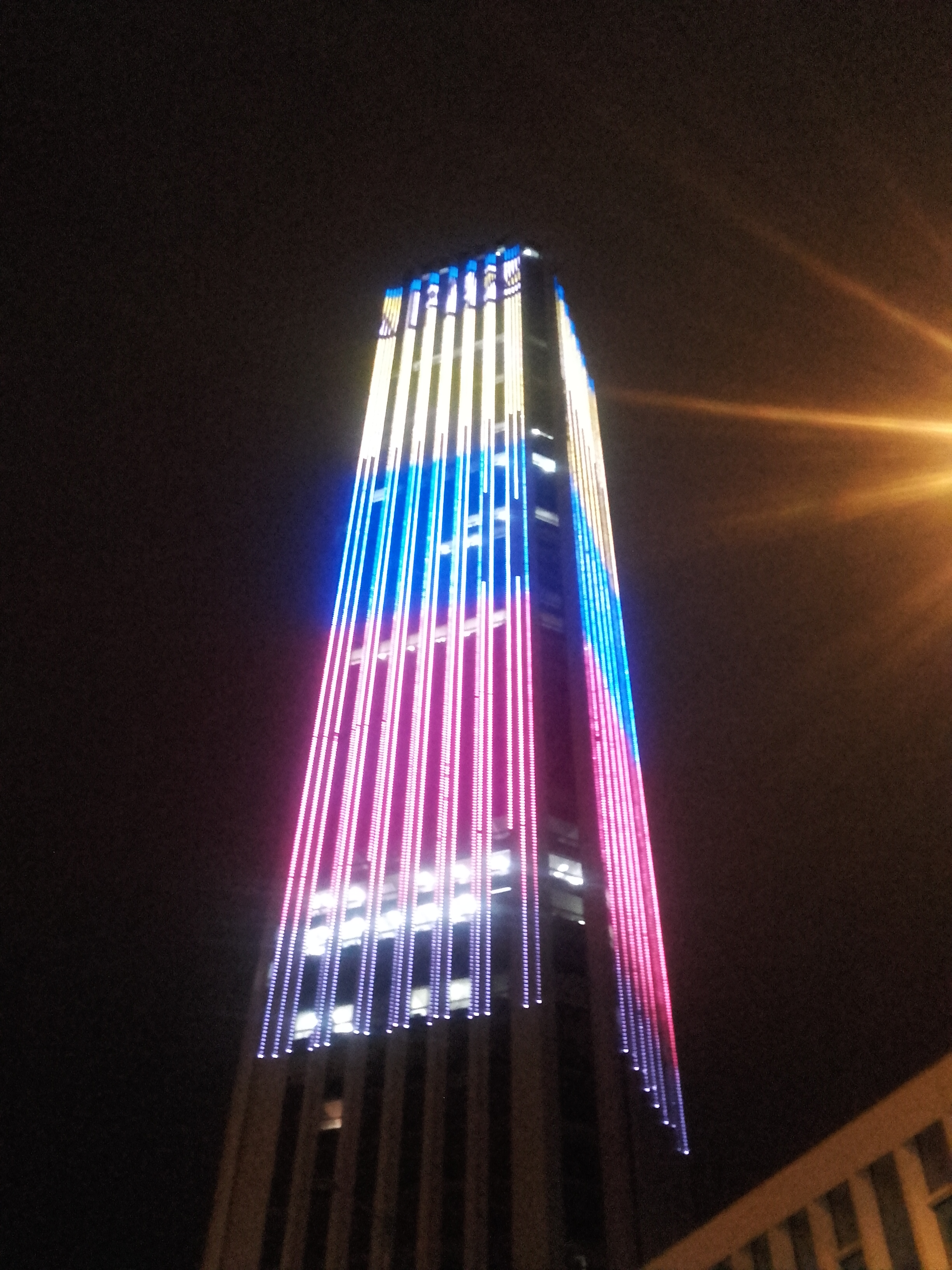
Nuova illuminazione a LED con i colori della bandiera colombiana